# Liste des évêques d'Ypres

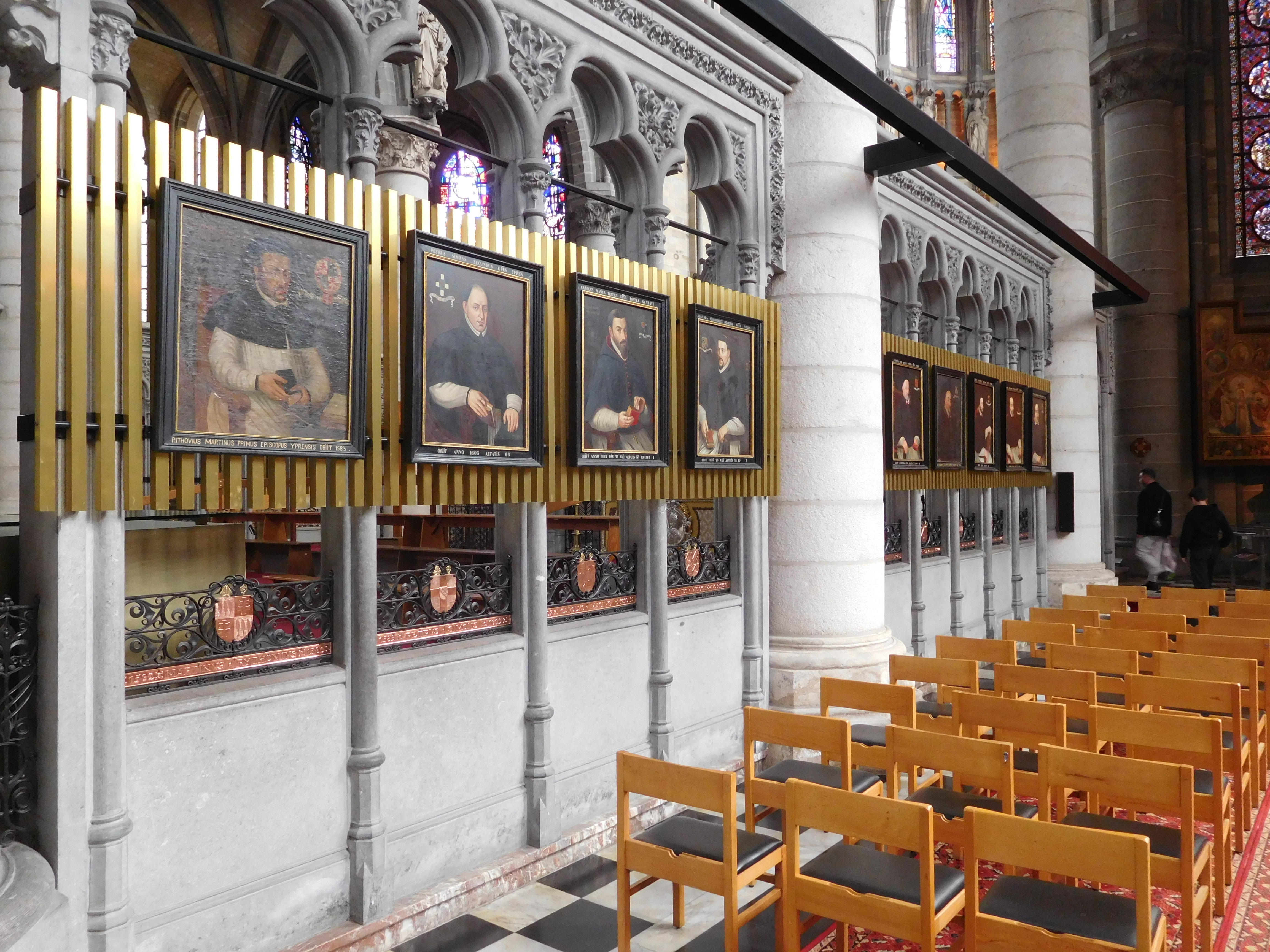
Galerie des portraits d'évêques dans le déambulatoire de l'ancienne cathédrale d'Ypres

Le diocèse d'Ypres fut créé le 12 mai 1559 lors de la réorganisation de la hiérarchie catholique dans les Pays-Bas espagnols décidée par le pape Paul IV à la demande du roi Philippe II d'Espagne souhaitant encourager les réformes tridentines dans les Pays-Bas. Il a été supprimé par le Concordat de 1801. Depuis 1969, l'ancien diocèse d'Ypres reçoit des 'évêques titulaires'.
En ont été successivement évêques :
- Maarten Bouwens, dit Rythovius (1561-1583)
- Pierre Simons (1584-1605)
- Charles Maes (1607-1610) (transféré à Gand en 1610)
- Jean Vischer (1611-1613)
- Antoine de Haynin (1614-1626) (aussi écrit de Hennin)
- Georges Chamberlain (1627-1634)
- Cornelius Jansen, dit Jansenius (1635-1638)
- Josse Bouckaert (Orat.) (1641-1646)
- Louis de Croy (1647) (élu, mort sans être sacré)
- Marcus Ambroise Capello (1647 (élu, transféré à Anvers en 1647))
- Jean-François de Robles (1654-1659)
- Martin Prats (1665-1671)
- Henri Van Halmaele  (1672-1676)
- Guillaume Herincx OFM (1677-1678)
- Jacques de Lières (1678 (non confirmé par le Pape, se démet)
- Martin de Ratabon (1693-1713, transféré à Viviers en 1713)
- Charles-François-Guy de Montmorency-Laval (6 mai 1713-26 août 1713)
- Jean-Baptiste de Smet (1718-1732, transféré à Gand en 1732)
- Guillaume Delvaux (1732-1761)
- Félix Joseph Hubert de Wavrans (1762-1784) précédemment chanoine de Tournay, ..., a aussi légué sa belle bibliothèque à celle du Chapitre de notre cathédrale, Notice Historique sur la Bibliothèque de Tournai par Victor Deflinne, 1828, Bruxelles, page 13, selon un exemplaire numérique disponible chez Gallica-BNF
- Charles-Alexandre d'Arberg et de Valengin (1786-1801, mort en 1809)

Depuis 1969 Ypres a des évêques titulaires :
| Début      | Fin        | Nat. | Nom              | Fonction exercée                                        |
| ---------- | ---------- | ---- | ---------------- | ------------------------------------------------------- |
| 14/06/1969 | 09/12/2001 |      | Joseph Mees      | Nonce apostolique                                       |
| 07/10/2003 | 21/10/2003 |      | Gustaaf Joos     | Cardinal-diacre de S. Pier Damiani ai Monti di S. Paolo |
| 28/06/2006 | 27/07/2010 |      | Jacques Blaquart | Évêque auxiliaire de Bordeaux                           |
| 22/02/2011 |            |      | Jean Kockerols   | Évêque auxiliaire de Malines-Bruxelles                  |